# Gái dâm

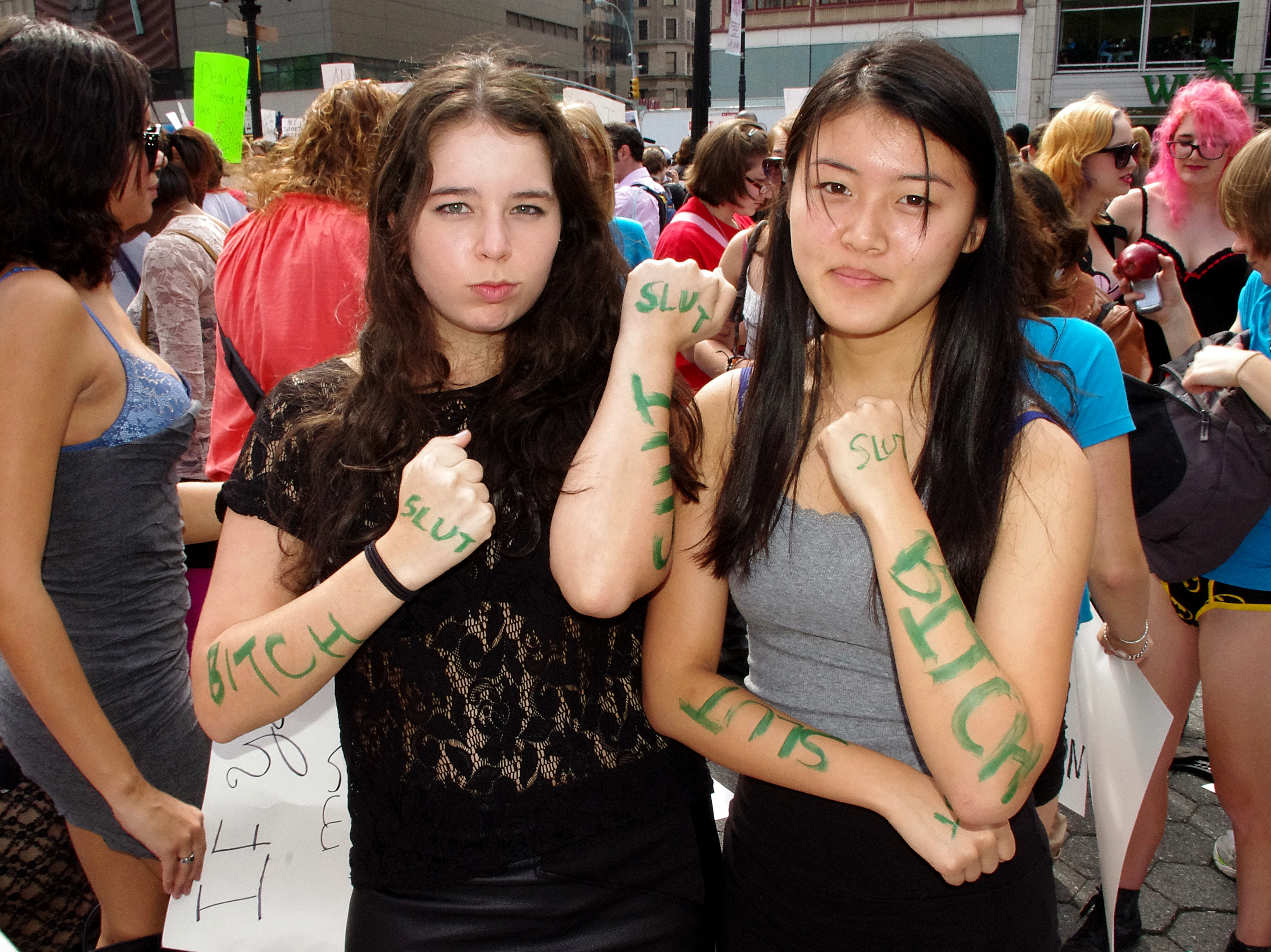
Biểu tình phản đối quan điểm Slut ở Mỹ

Gái dâm là người con gái có ham muốn tình dục lớn.. Trong tiếng Anh thì từ slut là một thuật ngữ cho một người phụ nữ hoặc cô gái được coi là có đạo đức tình dục lỏng lẻo hoặc người quan hệ tình dục bừa bãi. Nó thường được sử dụng như một sự xúc phạm, sỉ nhục tình dục (sexual slur) hoặc thuật ngữ xúc phạm (chê bai). Ban đầu nó có nghĩa là "một người phụ nữ bẩn thỉu, cẩu thả", và hiếm khi được dùng để chỉ đàn ông, thường yêu cầu làm rõ bằng cách sử dụng thuật ngữ cade, rake, man whore, himbo, womanizer, player, stud hoặc male slut. Việc sử dụng từ slut lần đầu tiên được ghi lại là một tham chiếu đến một người đàn ông, trong The Canterbury Tales của Geoffrey Chaucer, trong đó anh ta đang đề cập đến sự xuất hiện không gọn gàng của người đàn ông. Slut-shaming là một thuật ngữ liên quan, đề cập đến hành động thu hút sự chú ý đến hành vi lăng nhăng của một người với mục đích xấu hổ về mặt xã hội. Từ cuối thế kỷ 20, đã có những nỗ lực để cải tạo từ này, được minh họa bằng nhiều cuộc diễu hành SlutWalk khác nhau, và một số cá nhân nắm lấy danh hiệu này như một nguồn tự hào.